# Lady Southern Cross
Pour les articles homonymes, voir Southern Cross.
Le Lady Southern Cross est un monoplan Lockheed Altair. C'est à bord de cet avion que le pionnier de l'aviation australien Charles Kingsford Smith effectue le premier vol transpacifique vers l'est, entre l'Australie et les États-Unis, en 1934.

## Richmond, Virginia

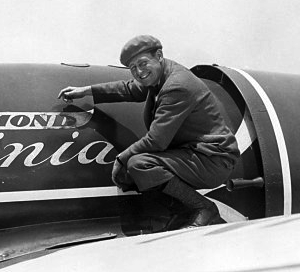
et le Richmond, Virginia.

Le monoplan est initialement acheté par George R. Hutchinson (en) en 1930 pour essayer de traverser l'océan Atlantique plus rapidement que Charles Lindbergh en 1927. Il s'agit d'un Lockheed Model 8 Sirius auquel il donne le nom de Richmond, Virginia, d'après sa ville d'origine. Après le crash du Richmond, Virginia le 2 août 1930, Hutchinson abandonne ses projets et décide de vendre l'avion pour payer ses dettes.

## Livraison et premiers records

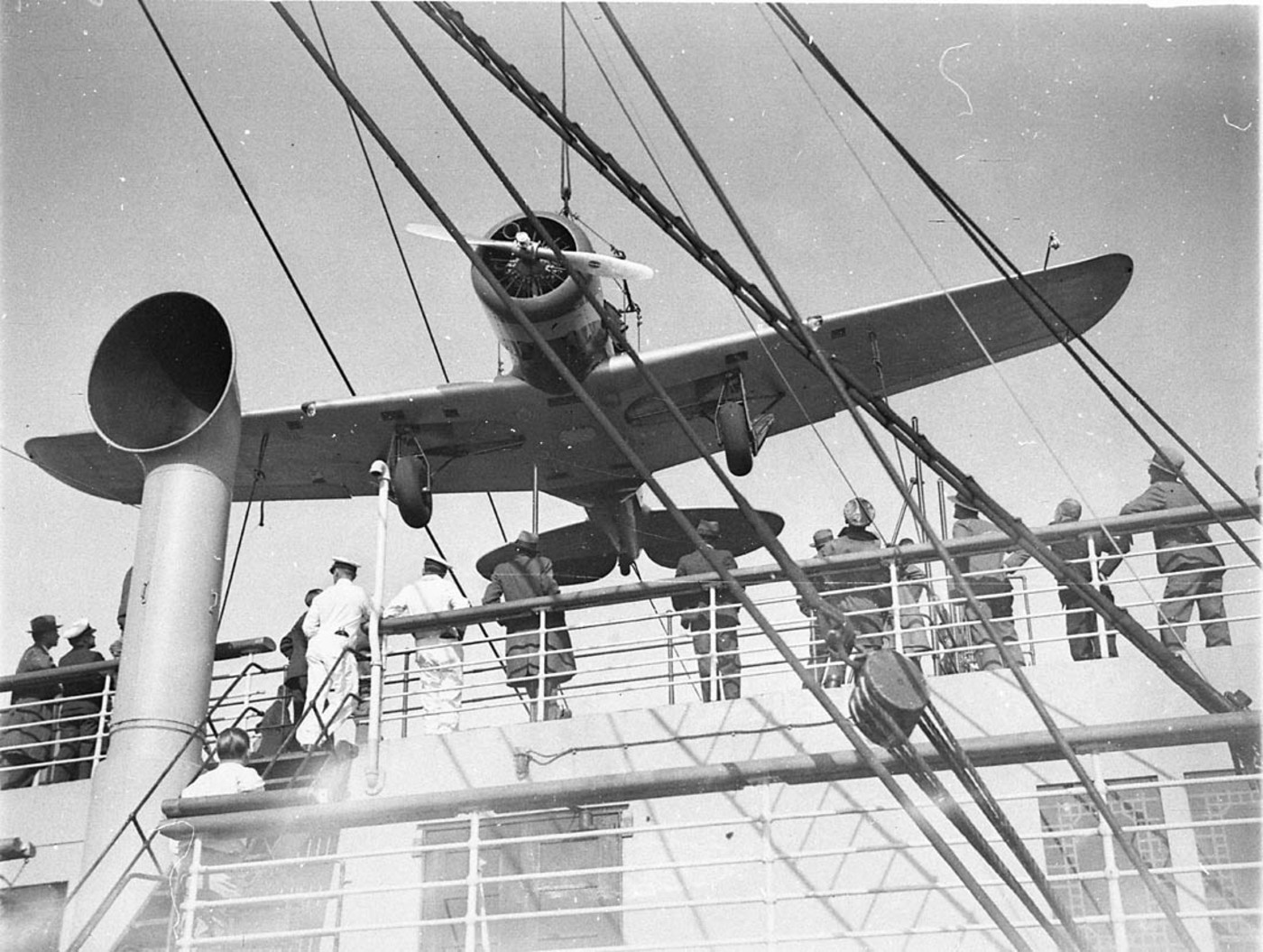
Déchargement du monoplan ANZAC depuis le SS Mariposa à la baie de Woolloomooloo en juillet 1934.

En avril 1934, Charles Kingsford Smith commande un monoplan Lockheed Altair à Lockheed pour participer à la course aérienne MacRobertson en octobre de la même année. L'avion est reconstruit à partir du Richmond, Virginia.
L'avion est livré par bateau, le SS Mariposa, à Sydney en juillet 1934. Il porte la livrée bleue demandée par Kingsford Smith et le nom ANZAC. Le gouvernement australien s'oppose cependant à l'utilisation commerciale de cette abréviation et Kingsford Smith est contraint de l'enlever. L'avion est renommé Lady Southern Cross. Ce nom fait référence au Southern Cross avec lequel Kingsford Smith a réalisé la première traversée de l'océan Pacifique en 1928 et qui l'a rendu célèbre. Le titre "Lady" est donné en l'honneur de son épouse, Mary Powell.
Charles Kingsford Smith et son copilote Patrick Gordon Taylor (en) établissent plusieurs records de vitesse avec le Lady Southern Cross en volant entre des villes australiennes alors qu'ils se préparent à se rendre en Angleterre pour la course MacRobertson entre Londres et Melbourne. Ils partent pour l'Angleterre le 29 septembre 1934, avec une première escale prévue à Darwin. Des tempêtes de poussière et une rupture du capot moteur les contraignent cependant à rentrer à Sydney et à se retirer de la course.

## Vol transpacifique

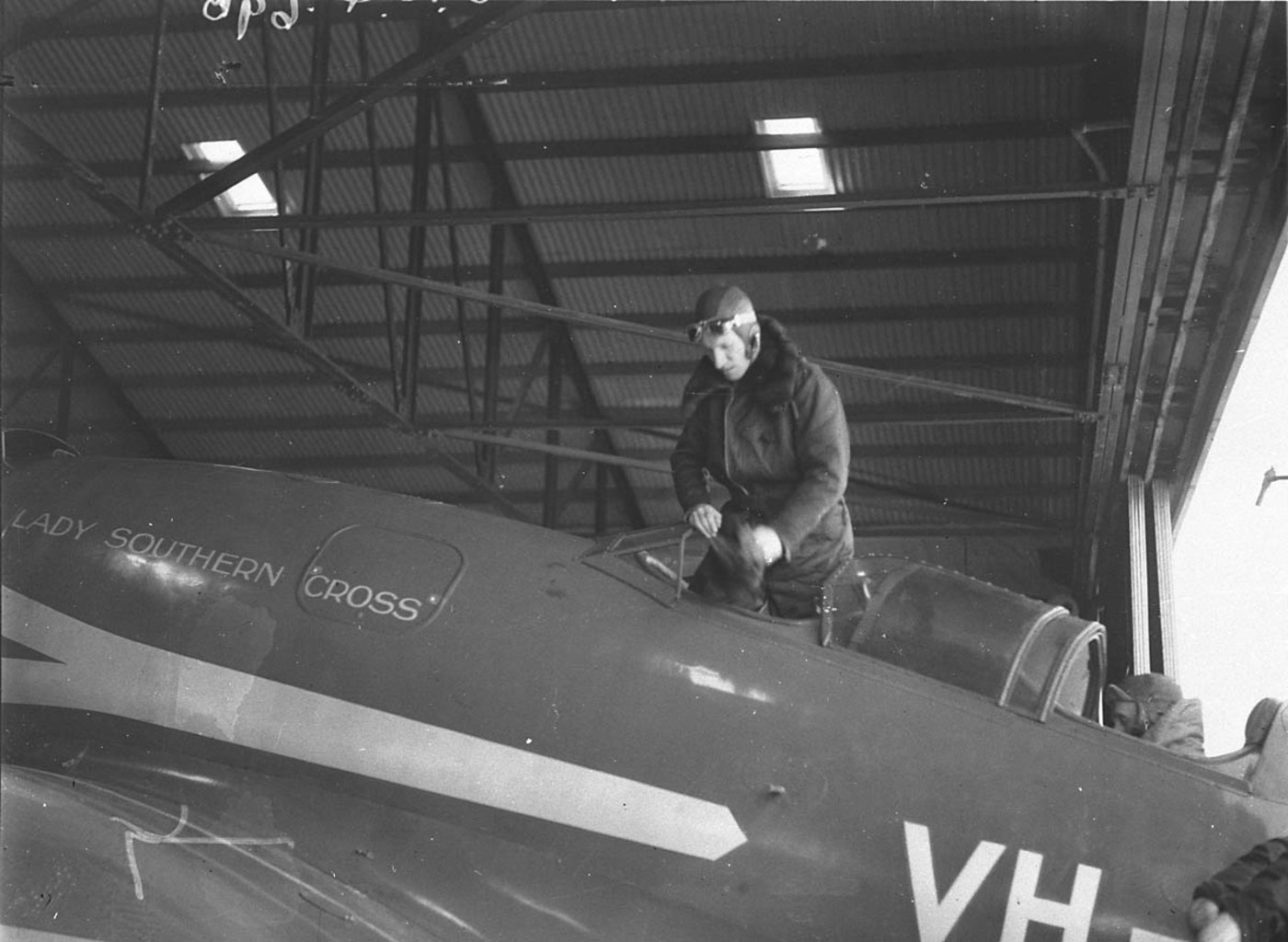
Charles Kingsford Smith et le Lady Southern Cross.

Alors que le Lady Southern Cross risque le retrait de son certificat de navigabilité s'il ne quitte pas l'Australie et que les pilotes sont en grandes difficultés financières, Charles Kingsford Smith décide de tenter la première traversée vers l'est de l'océan Pacifique en avion, de l'Australie aux États-Unis.
Kingsford Smith et Taylor quittent l'aéroport d'Archerfield (en) le 21 octobre 1934 et entreprennent le voyage inverse de celui effectué par le Southern Cross en 1928 : Brisbane - Fidji - Hawaï - Oakland,. Ils arrivent sains et saufs à Oakland le 4 novembre 1934, soit 15 jours plus tard. Bien que le Lockheed Altair soit un avion beaucoup plus rapide que le Fokker F.VII, le trajet a pris six jours de plus que le vol de 1928 à cause du mauvais temps aux Fidji et de réparations importantes des systèmes de carburant et d'huile réalisées à Hawaï.
Le Lady Southern Cross est ensuite confié à Lockheed à Burbank (en Californie) pour réparation, révision et stockage.

## Disparition
Une fois la maintenance du Lady Southern Cross terminée, Kingsford Smith traverse les États-Unis jusqu'à New York en septembre 1935. Il fait ensuite embarquer le Lady Southern Cross sur un navire pour l'Angleterre. Après avoir obtenu un certificat de navigabilité britannique, Charles Kingsford Smith et son copilote Tommy Pethybridge quittent l'aéroport de Croydon à Londres le 6 novembre 1935 pour tenter de battre le record de vitesse entre l'Angleterre et l'Australie établi lors de la course aérienne MacRobertson l'année précédente. 
Aux premières heures du 8 novembre 1935, Charles Kingsford Smith et Tommy Pethybridge disparaissent au-dessus de la mer d'Andaman alors qu'ils reliaient Allahabad à Singapour. L'aviateur Charles James Melrose affirme avoir vu le Lady Southern Cross combattre une tempête 200 pieds au-dessus de lui et à 150 miles du rivage avec des flammes provenant de son échappement,. 
Dix-huit mois plus tard, le 1er mai 1937, des pêcheurs birmans trouvent une partie d'un train d'atterrissage échouée sur l'ile d'Aye (en) dans le golfe de Martaban. Lockheed confirme que celui-ci provient du Lady Southern Cross. Les botanistes qui ont examiné la végétation sur le train d'atterrissage ont estimé que l'avion lui-même et son équipage devaient se trouver non loin de l'ile à une profondeur d'environ 27 mètres. La jambe et la roue du train d'atterrissage sont maintenant exposées au Powerhouse Museum de Sydney.
En 2009, une équipe de tournage de Sydney affirme avoir trouvé le Lady Southern Cross,. Cette affirmation n'a cependant jamais été confirmée.